# Agesilau II
Agesilau II, (en llatí Agesilaus, en grec antic Ἀγησίλαος) fill d'Arquidam II i d'Eupòlia (la segona dona d'Arquidam). Va succeir a son germanastre Agis II com a 19è rei de la línia Euripòntida o Pròclida. Va eliminar a Leotíquides, el seu nebot fill d'Agis II, del que se sospitava un naixement espuri. Va regnar del 398 aC al 361 aC.
El 394 aC Esparta va assolir l'hegemonia de Grècia. Del 394 al 387 aC es va desenvolupar la guerra Coríntia o Primera Guerra Tebana i va perdre l'hegemonia, però aquesta fou restaurada per la pau d'Antàlcides el 387 aC. El 378 aC Tebes va recuperar la independència; Esparta va tornar a perdre l'hegemonia i tot i que la va recuperar parcialment el 371 aC, la batalla de Leuctres van suposar la pèrdua i es van iniciar nou anys de dura lluita fins a la seva mort.
De la joventut d'Agesilau no se'n tenen notícies, i només se sap que era molt amic de Lisandre. Va pujar al tron quant tenia uns 40 anys. El 397 aC es va produir el complot de Cinadó, un intent contra l'aristocràcia dirigit per Cinadó, que va fracassar i el seu líder fou executat.
Al tercer any de regnat (396 aC) va anar a Àsia Menor. Va passar l'hivern a Aulide a Beòcia i va desembarcar a Àsia Menor on les ciutats gregues eren amenaçades pels perses, arribant fins a Efes on va establir el seu quarter general. Els espartans van assolar la Frígia Helespòntica. El 395 aC el sàtrapa persa Tisafernes va atacar les ciutats de Jònia, però fou derrotat pels espartans ajudats per contingents de les ciutats jòniques, a la riba del Pactolos. Agesilau va desconcertar als perses amb les seves ràpides marxes i els va tornar a derrotar a la plana de Sardes, a Coloses, a Pelte i a Cal Dagi. En canvi per mar fou derrotat per l'atenenc Conó al servei de Pèrsia, a Abarindos a la costa cària. El rei persa va desconfiar de Tisafernes i en va ordenar la mort, execució que va portar a terme Tiraustes que seguidament va ocupar el càrrec vacant de sàtrapa de Sardes. Tiraustes va enviar a Grècia al rodi Timòcrates amb l'objecte de formar una lliga contra Esparta. L'esclat de la guerra de Corint (395 aC) va obligar a Agesilau a tornar a Grècia. Va tornar ràpidament per l'anomenada ruta reial persa o ruta de Xerxes i va arribar de derrotar els aliats a Queronea (agost del 394 aC).
El 393 aC va envair l'Argòlida i la va assolar; el 392 aC va envair territori de Corint; el 391 aC va sotmetre Acarnània; després ja no se l'esmenta en els anys de guerra que van seguir. El 387 aC es va signar la pau d'Antalcides.
El 385 aC va rebutjar el comandament contra la ciutat de Mantinea. El 378 aC li fou confiat el comandament contra Tebes i per dos anys va intentar atacar la ciutat sense èxit. Després va estar cinc anys retirat a causa d'una malaltia.
El 371 aC a les negociacions de l'estiu, Epaminondes i Agesilau es van enfrontar de manera personal, i Tebes no va voler signar la pau; els espartans van iniciar la campanya de Leuctres per forçar a Tebes a signar, però l'exèrcit espartà dirigit pel rei agída Cleombrot fou aplanat a Leuctres el juliol del 371 aC quedant establerta l'hegemonia tebana.
El 370 aC Agesilau va dirigir una ambaixada a Mantinea i després va dirigir als espartans en la invasió d'Arcàdia. El 369 aC va encapçalar la resistència espartana a la seva capital Esparta (que no tenia muralles) davant l'atac tebà secundat pels ilotes i per espartans demòcrates. Des de llavors va romandre a Esparta per assegurar la seguretat.
El 362 aC va dirigir l'atac a Arcàdia i va tornar a temps d'evitar que Esparta fou ocupada per traïció gràcies a una informació secreta. El 12 de juliol del 362 aC encapçalava les forces tebanes que foren derrotades per molt poc a Mantinea. L'hivern d'aquell any (362-361 aC) va dirigir una ambaixada a la costa asiàtica on va negociar amb els sàtrapes revoltats als que va oferir diners, i el 361 aC va anar a Egipte amb un exèrcit de mercenaris lacedemonis i va ajudar a mantenir el poder a Nectabeu II, assetjat a una ciutat del delta pel faraó de Mendes. Allí va morir el mateix 361 aC als 80 anys i 38 anys de regnat, quan preparava la tornada per la primavera següent. El seu cos va ser embalsamat i portat a Esparta on fou enterrat. El va succeir el seu fill Arquidam III.
Es diu que va defensar al seu fill que estava enamorat de Cleònim i que va intercedir per salvar a Esfòdries del càstig que li pertocava per la seva incursió a l'Àtica el 378 aC.